# Mahiro Yoshinaga
Mahiro Yoshinaga (jap. 吉長 真優, Yoshinaga Mahiro; * 20. März 2002 in der Präfektur Tokio) ist ein japanischer Fußballspieler.

## Karriere
Mahiro Yoshinaga erlernte das Fußballspielen in den Jugendmannschaften von Minami Tanaka SC, Tokyo Verdy und dem FC Fuchu sowie in der Schulmannschaft der Seiritsu Gakuen High School. Seinen ersten Profivertrag unterschrieb er 2020 bei Júbilo Iwata. Der Verein aus Iwata spielte in der zweiten japanischen Liga, der J2 League. Sein Zweitligadebüt gab er am 8. November 2020 im Heimspiel gegen den Ehime FC. Hier wurde er in der 67. Minute für den Brasilianer Lulinha eingewechselt. Ende 2021 feierte er mit Júbilo die Meisterschaft der zweiten Liga und den Aufstieg in die erste Liga. Nach nur einer Saison in der ersten Liga musste er am Ende der Saison 2022 als Tabellenletzter wieder den Weg in die zweite Liga antreten. 2023 gelang ihm mit dem Verein als Vizemeister der zweiten Liga der direkte Wiederaufstieg in die erste Liga. Die Saison 2024 wurde er an den Drittligisten Kamatamare Sanuki verliehen. Für den Verein aus Takamatsu bestritt er drei Drittligaspiele. Am 1. Februar 2025 wechselte er ebenfalls auf Leihbasis zum Drittligisten Giravanz Kitakyūshū.

## Erfolge
Júbilo Iwata
- Japanischer Zweitligameister: 2021
- Japanischer Zweitligavizemeister: 2023